# بودان اشتوپکا
بودان اشتوپکا (به اوکراینی: Богдан Ступка) بازیگر و وزیر فرهنگ اوکراین بوده‌است.
وی در سال ۲۰۰۱ یکی از اعضای هیئت داوران «بیست و سومین جشنواره بین‌المللی فیلم مسکو» بوده‌است و در بیست و ششمین دورهٔ جشنواره بین‌المللی فیلم مسکو برندهٔ جایزهٔ بهترین بازیگر مرد به خاطر نقشش در فیلم «our own» شد.
اشتوپکا یکی از معروفترین بازیگران کشور اوکراین است که صدها نقش را در فیلم‌های سینمایی و بیش از پنجاه نقش در تئاتر ایفا نموده‌است. این بازیگر مفتخر به دریافت عنوان‌های «هنرمند شایستهٔ اوکراین»، جایزه هنرمند مردمی اتحاد جماهیر شوروی و «قهرمان اوکراین» شده‌است.
از فیلم‌ها یا مجموعه‌های تلویزیونی که وی در آن‌ها نقش داشته‌است، می‌توان به تاراس بولبا، با آتش و شمشیر (فیلم)، با آتش و شمشیر (مجموعه تلویزیونی)، یک قلب گرم، افسانه‌ای باستانی: آن هنگام که خورشید یک ایزد بود و سربازان آزادی اشاره نمود.